# Сроцьк
Сроцьк (пол. Srock) — село в Польщі, у гміні Мощениця Пйотрковського повіту Лодзинського воєводства.
Населення — 579 осіб (станом на 2011).
У 1975-1998 роках село належало до Пйотрковського воєводства.

## Демографія
Демографічна структура станом на 31 березня 2011 року:
|          | Загалом | Допрацездатний вік | Працездатний вік | Постпрацездатний вік |
| -------- | ------- | ------------------ | ---------------- | -------------------- |
| Чоловіки | 278     | 78                 | 188              | 12                   |
| Жінки    | 301     | 68                 | 179              | 54                   |
| Разом    | 579     | 146                | 367              | 66                   |